# Église Saint-Nicolas de Jaša Tomić
Pour les articles homonymes, voir Église Saint-Nicolas.
L'église Saint-Nicolas de Jaša Tomić (en serbe cyrillique : Црква Светог Николе у Јаши Томићу ; en serbe latin : Crkva Svetog Nikole u Jaši Tomiću) est une église orthodoxe serbe située à Jaša Tomić, dans la province autonome de Voïvodine, dans la municipalité de Sečanj et dans le district du Banat central en Serbie. Elle est inscrite sur la liste des monuments culturels de grande importance de la république de Serbie (identifiant no SK 1133).

## Présentation
L'église, dédiée à la Translation des Reliques de saint Nicolas, a été construite en 1746 dans un style baroque. Elle est constituée d'une nef unique prolongée par une abside ; la façade occidentale est dominée par un clocher massif reposant sur deux piliers,,. Les façades sont rythmées horizontalement par des corniches et, verticalement, par des ouvertures et des arcades aveugles,.
Les peintures les plus anciennes de l'église, dont il ne reste aujourd'hui que deux fragments de fresques, remontent à 1755 et sont dues à des artistes appartenant au cercle de Nedeljko et Šerban Popović. La vieille iconostase de l'église a été peinte en 1839 par Pavel Petrović ; il ne subsiste aujourd'hui que quatre des icônes d'origine. La nouvelle iconostase a été peinte en 1905-1906 par Stevan Aleksić,,.